# 圣博内德沙瓦涅
圣博内德沙瓦涅（法語：Saint-Bonnet-de-Chavagne，法語發音：[sɛ̃ bɔnɛ də ʃavaɲ]）是法国伊泽尔省的一个市镇，属于格勒诺布尔区。

## 地理
圣博内德沙瓦涅（45°7'33"N, 5°13'55"E）面积15.18 平方千米，位于法国奥弗涅-罗讷-阿尔卑斯大区伊泽尔省，该省份为法国东南部内陆省份，北起顺时针与安省、萨瓦省、上阿尔卑斯省、德龙省、阿尔代什省、卢瓦尔省和罗讷省。
与圣博内德沙瓦涅接壤的市镇（或旧市镇、城区）包括：圣拉捷、沙特、蒙塔涅、圣伊莱尔迪罗西耶、圣安托万拉拜。

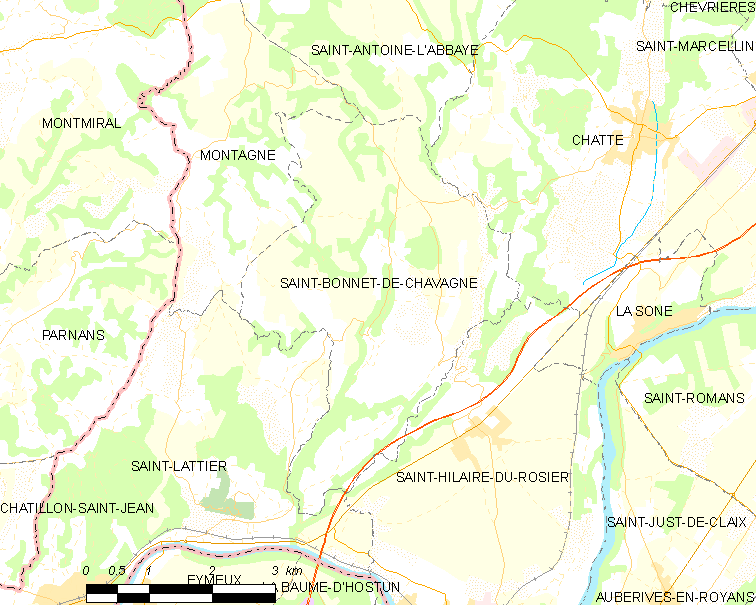
圣博内德沙瓦涅的OSM定位图

圣博内德沙瓦涅的时区为UTC+01:00、UTC+02:00（夏令时）。

## 行政
圣博内德沙瓦涅的邮政编码为38840，INSEE市镇编码为38370。

## 政治
圣博内德沙瓦涅所属的省级选区为南格雷西沃当县。

## 人口

1962-2008年间圣博内德沙瓦涅人口变化图示

圣博内德沙瓦涅于2022年1月1日时的人口数量为659人。